# لشکر ۱۱ پیاده (هند)
لشکر ۱۱ پیاده هند (انگلیسی: 11th Indian Infantry Division) لشکر پیاده‌نظام نیروی زمینی هند بود، که در سال ۱۹۴۰ تأسیس شد و در سال ۱۹۶۵ منحل گردید.
این لشکر در طول جنگ جهانی دوم به عنوان بخشی از ارتش هند تشکیل شد. در طول نبرد مالایا، بخشی از سپاه سوم هند در فرماندهی مالایا را تشکیل داد. این لشکر در ۱ آوریل ۱۹۶۵ دوباره تشکیل شد و در حال حاضر بخشی از سپاه دوازدهم فرماندهی جنوبی است. لشکر ۱۱ پیاده در حال حاضر مسئول حفاظت از مرزهای با پاکستان در امتداد راجستان جنوبی و گجرات است.